# 佛罗里达大西洋大学
佛罗里达大西洋大学（英語：Florida Atlantic University，縮寫：FAU）也称佛罗里达大西洋（英語：Florida Atlantic），是一所主校园位于美国佛罗里达州博卡拉顿的公立大学，还在州内的另外6个城市中有卫星校园，分别是达尼亚滩、戴维、劳德代尔堡、朱庇特、圣露西港和匹尔斯堡。佛罗里达大西洋为7个县的区域提供服务，该区域拥有超过300万人口，跨越了佛罗里达州东部超过161公里的海岸线。
佛罗里达大西洋大学成立于1964年，是佛罗里达州东南部的第一所公立大学，当时只提供高年级和研究生课程。虽然学校初次招生时只有867名学生，不过到了1984年学校开始录取低年级本科生时这个数字得到了显著的提升。到了2011年，入学学生人数已经超过29000，分别来自全国50个州的140个县以及首都哥伦比亚特区。自成立以来，佛罗里达大西洋已经向全世界的近10.5万名校友授予了超过11万个学位。
进入21世纪以后，佛罗里达大西洋致力于提高其学术和研究标准，并逐渐转变为一个更为传统的大学。大学提高了入学标准，增加了科研经费，建设了新的设施，并与各大科研机构建立了显著的合作伙伴关系。这些努力不仅提升了大学的学术形象，而且也让学校美式足球队的竞技水平得到明显提高，已经达到全美大学体育协会的最高级别。校园内建设了体育馆和更多的校舍，2010年还建立了自己的医学院。

## 历史

### 成立
1961年7月15日，为了满足佛罗里达州南部蓬勃发展的教育需求，州议会通过法案授权在博卡拉顿市成立一所新的大学。佛罗里达大西洋大学是在一个博卡拉顿20世纪40年代一个美国陆军飞行基地上建设起来的。该基地曾于第二次世界大战期间由美国陆军航空队使用，是当时该部队唯一的雷达训练设施。基地建在已有的博卡拉顿机场和相邻的23.7平方公里土地上。这些土地大部分是从大和殖民地失败后的日裔农民手中通过征收等方式获得的，许多在二战初期失去土地的日裔美国人对此也几乎没有什么追索权。

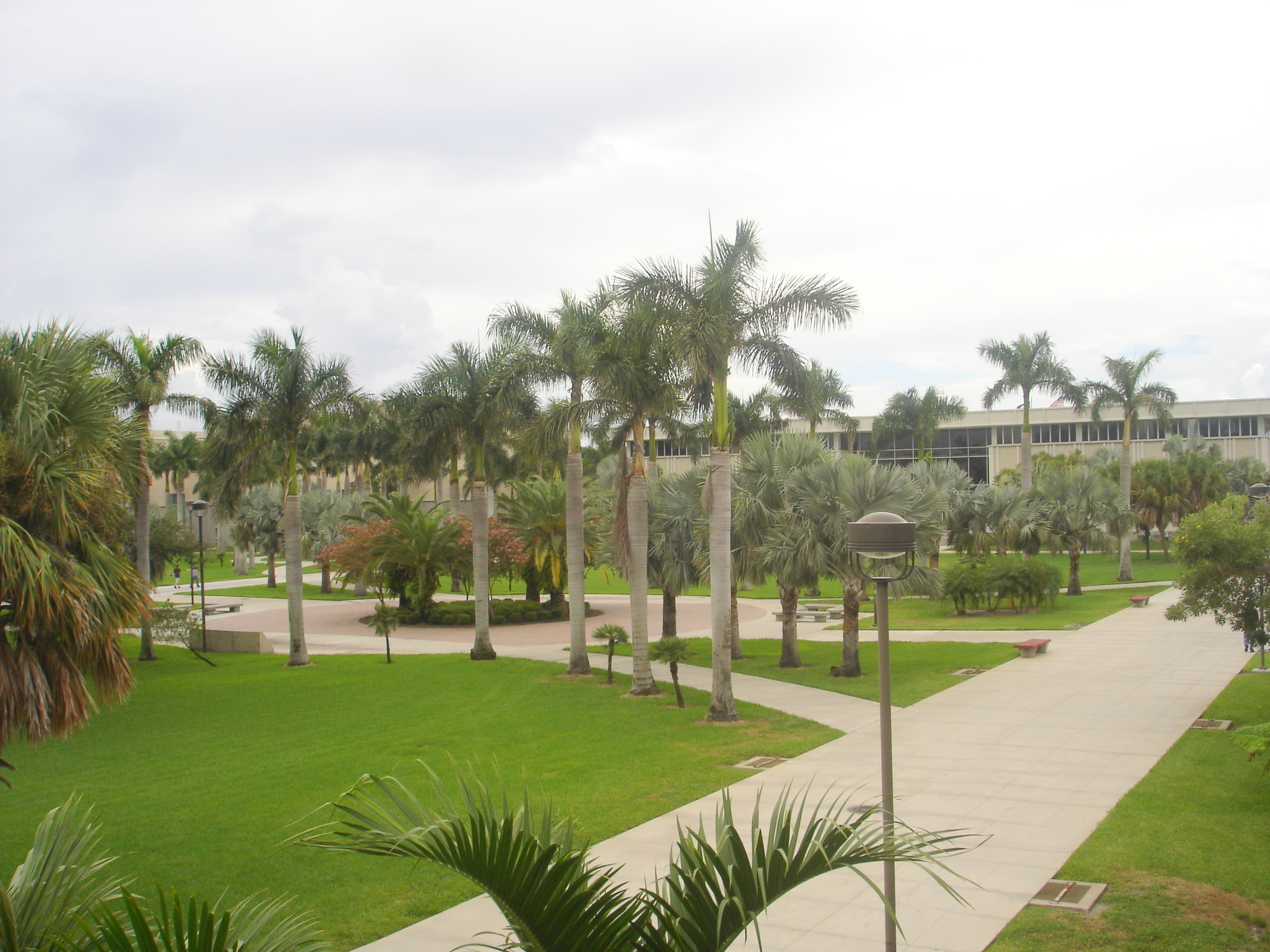
佛罗里达大西洋大学位于博卡拉顿主校园的校友广场

博卡拉顿空军基地原本的用途主要是雷达训练，沿海岸线进行反潜艇巡逻，而且还是飞机通过南美洲飞往非洲和欧洲的一个停留点。这里拥有1.6万人的兵力和1200名平民工人。机场由四条跑道组成，每条长1580米，其中三条跑道组成一个三角形，另外一条则将三角形平分。这些跑道如今在博卡拉顿校园内仍然清晰可见并主要用作停车场。战争期间，该机场一度增加到拥有800多幢楼宇，入住超过10万名飞行员，其中还包括那些登上艾诺拉·盖号轰炸机在广岛投下一颗原子弹的飞行员。随着战争的结束，博卡拉顿陆军机场的使用率也相应下降。到1945年底，整个基地仅有约100架飞机驻扎。

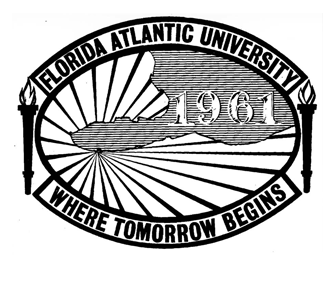
佛罗里达大西洋大学原本的校徽

1947年初，军方决定将以后的雷达训练转移到密西西比州的基斯勒空军基地进行。1947年9月17日，劳德代尔堡飓风袭击佛罗里达州南部地区，军方决定于是得到了最终确定。据历史学家唐纳德·库尔（Donald Curl）所说，“1947年的风暴对基地匆忙建成的框架结构造成了广泛的破坏，还导致了洪水泛滥”。在这样的情况下，美国空军比原计划提前放弃了这个基地。
1947年空军的撤离让博卡拉顿陆军机场已经基本荒废。曾在这一期间造访机场的历史学家罗杰·米勒（Roger Miller）描述基地只有“一间小办公室检查人员进出，一个日益恶化的空旷食堂，还有20来幢二战时期的老式木制建筑”。

### 扩张与增长

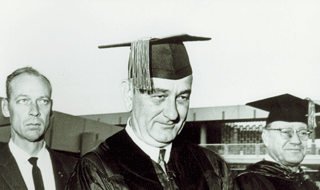
美国总统林登·B·约翰逊出席大学开学典礼

佛罗里达大西洋大学于1964年9月14日首度开学，第一批学生一共是867人，入读校内5个不同的学院。学校授予的第一个学位是1964年10月25日开学典礼上授予第36任美国总统林登·B·约翰逊的名誉博士学位，他也亲自到场并正式宣布大学开放。这个时候，大学一共有350名雇员，其中120名是教员。1965年9月正式落成的阿冈昆馆则是校园内的首幢学生公寓。
随着校园周边区域人口的增长，佛罗里达大西洋也在不断地扩张。大学原本只接收高年级学生和研究生，因为佛罗里达州政府原本只打算让这所学府“与州内的社区大学系统形成互补，接收那些已经从其他大学中获得了副学士学位的学生”。
1971年，佛罗里达大西洋大学在劳德代尔堡商业大道建成的新校园正式开学，学校也扩张成为了拥有多个校园的分布型大学。由于佛罗里达州南部人口的迅猛增长，1984年，佛罗里达大西洋又跨出了扩张的一大步，向低年级本科生敞开了大门。一年后，大学又在劳德代尔堡市中心的拉斯·欧拉斯大道开放了第三个校园。

### 近期历史
1989年，面对佛罗里达州南部地区增长的高等教育需求，州议会指定佛罗里达大西洋大学作为布劳沃德县的引领州立大学。为了满足这一需要，大学于1990年在布劳沃德县西部的戴维市开办了一个新校园，又于1997年在达尼亚滩新建了另一个校园。学校还于1994年在亚卢西亚县购买了0.2平方公里土地建立又一个新校园。1999年，大学位于朱庇特的约翰·D·麦克阿瑟校园开学，这里也是大学荣誉学院的所在地。

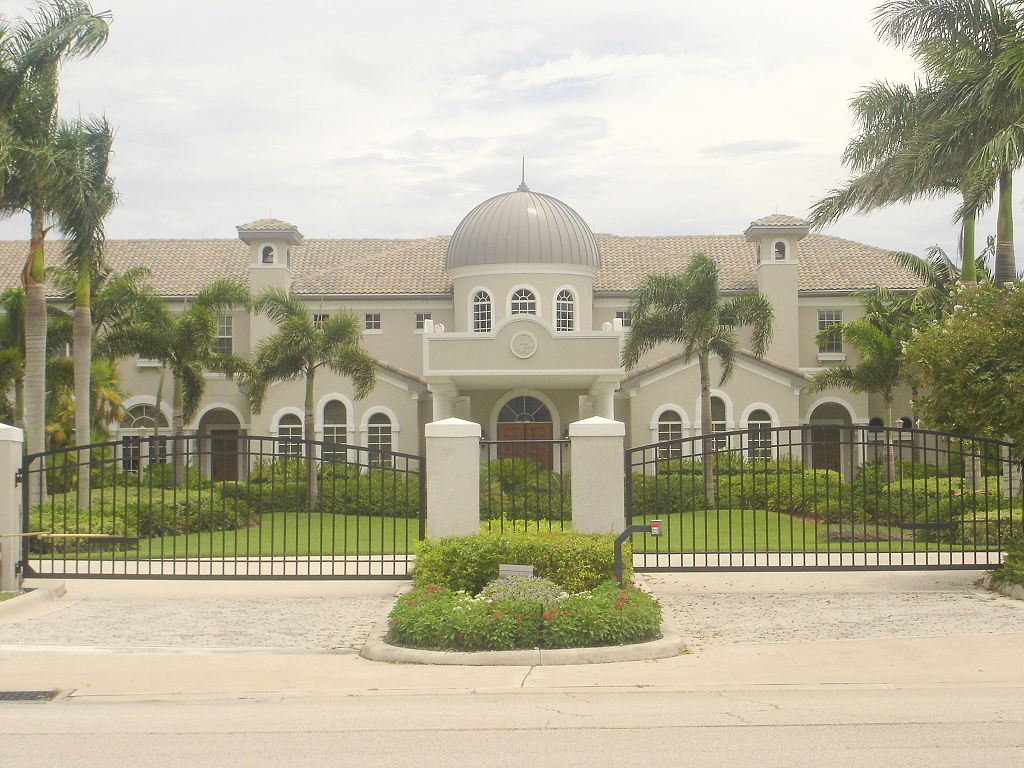
位于博卡拉顿校园的校长住所

2004年，佛罗里达大西洋大学与迈阿密大学下属的伦纳德·米勒医学院在查尔斯·E·施密斯生物科学学院建立了醫學教育课程。大学原计划建造一所新的教学医院来与主校园的博卡拉顿地区医院配合运作，但由于2007年财政预算出现赤字，医院的建设被无限制推迟。不过到了2010年，佛罗里达大西洋建立了自己的医学院。2007年，海港分支海洋学研究所（Harbor Branch Oceanographic Institution，简称）也与大学合并，成为佛罗里达大西洋的第七个校园，为此佛罗里达州议会拨款4400万美元给大学来收购这家研究所。
自1964年开办以来，佛罗里达大西洋大学已经发生了巨大的变化。2010年，有约名学子在横跨193公里分布的七个校园上课。大学由10个学院组成，拥有超过3200名教师和工作人员。由于经济恶化，大学获得的捐赠金额从2008年6月的1.82亿美元下滑到了2009年1月的1.42亿美元。
自成立以来，大学已经有过7位校长。第7位校长玛丽·珍·桑德斯博士于2010年3月3日上任，2013年5月15日辞职。她之前的一任校长是曾担任佛罗里达州副州长的弗兰克·布罗刚，他于2009年末成为佛罗里达州立大学系统的校监。之前的大学校长还包括安东尼·卡坦尼斯博士，海伦·帕普维奇博士（Dr. Helen Popovich）、格伦伍德·克里奇博士（Dr. Glenwood Creech）和肯尼斯·拉斯特·威廉斯博士（Dr. Kenneth Rast Williams）等。

## 学术

### 简介

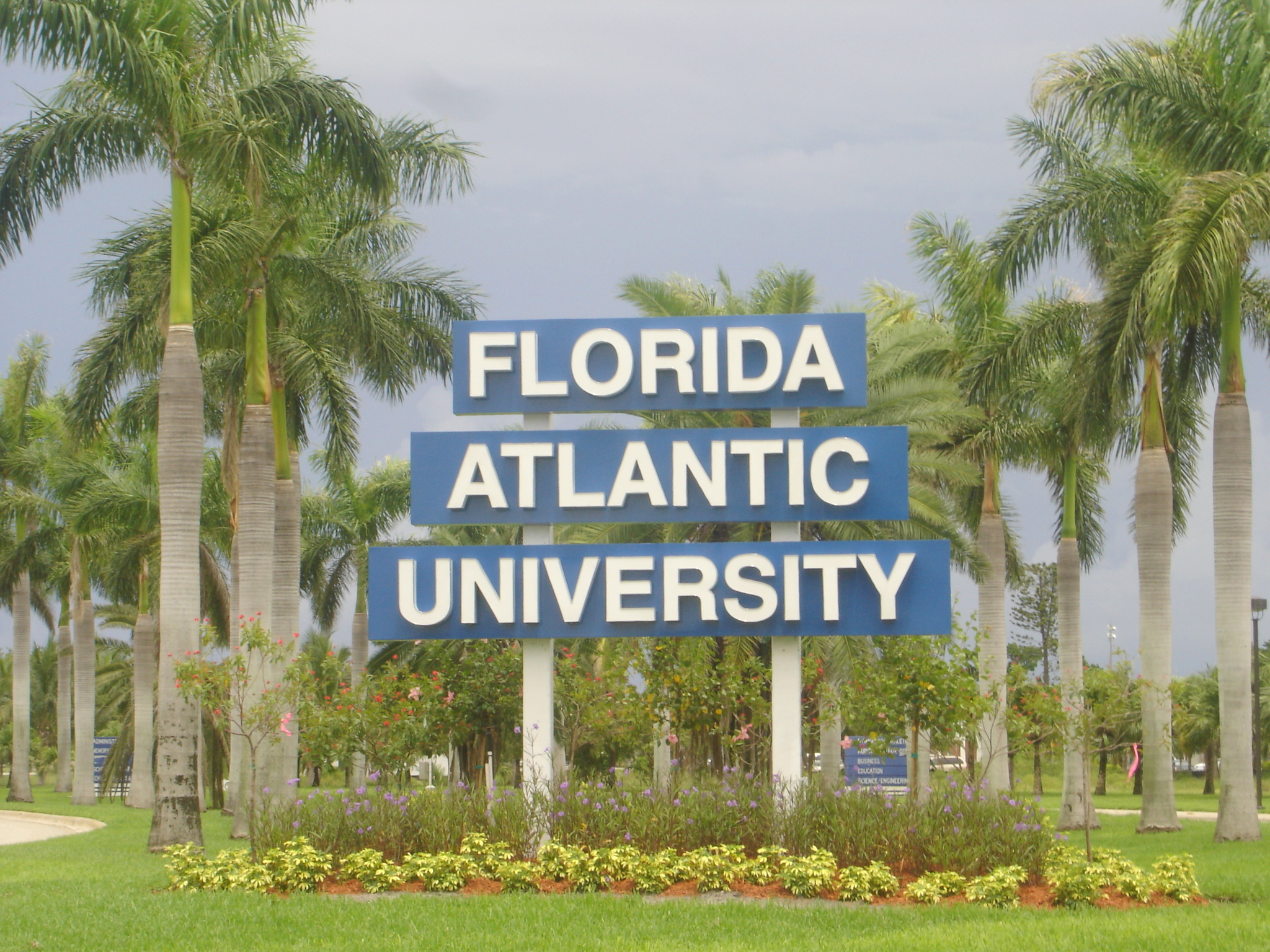
博卡拉顿校园位于西北第20街的入口标志

佛罗里达大西洋大学拥有名本科生，名研究生和专业生，名医学院学生和名非分类学生。其中的本科生是少数族裔，学生来自五湖四海共计个国家，美国以内的学生则来自个州和首都哥伦比亚特区。以2012年秋季的本科班为例，其在首次报读的学生中录取率约为39%。
大学拥有10个学院，共计提供有145种不同的学士、硕士、博士和特别学位课程。这十个学院分别是：查尔斯·E·施密特科学学院、克里斯汀·E·林恩护理学院、设计与社会调查学院、商学院、教育学院、工程与计算机科学学院、多萝西·F·施密特艺术与文学学院、哈里特·L·威尔克斯荣誉学院、查尔斯·E·施密特医学院和研究生院。
大学提供有两类荣誉可供选择，分别是哈里特·L·威尔克斯荣誉学院和大学学者计划。其中前者位于朱庇特的约翰·D·麦克阿瑟校园内，提供了一个可与私立文理学院媲美的公立大学文理教育平台；后者则位于博卡拉顿的主校园内，提供有特殊荣誉讲座、论坛、课程，以及为新生准备的高级代替课程。
截止2009年秋，佛罗里达大西洋大学的录取要求为成绩平均积点至少2.6，SAT至少1390分或是美国大学测试综合得分至少为20分。随着知名度的显著提高，大学于2009年初创建了第一个本科招生待选名单，2009年2月15日后，申请在2009至2010学年入学的学生需要有3.5的GPA或1600分的SAT成绩。2011至2012学年，普通高中报读大一要求有3.4的GPA，1074分的SAT和23分的美国大学测试综合成绩。一个本科班平均拥有33名学生，研究生班平均拥有12名学生。学生和教员比例为20比1。根据招生人数，学校最热门的三个本科专业分别是初级教育、会计和管理，而招生人数最多的三个研究生专业分别是工商管理、护理和教育领导。入学新生平均年龄为18岁，不过所有本科生的平均年龄则有24岁，研究生平均年龄为33岁。首次就读且非转学生平均4年学习后的毕业率为14%，6年后的毕业率为39%。
佛罗里达大西洋有一个名为“学者服务”（英語：Service2scholars）的倡议项目，该项目由佛罗里达州理事会设计，旨在帮助退伍军人从现役军人的生活状态过渡到学术生活中。学校获得了美国退伍军人事务部和佛罗里达州退伍军人事务部的认可，并于2013年被评为军事友好学校。大学的终身学习协会为超过19000名老年人提供教育服务，开设具有特定意向的课程，也有正规的大学和审计课程可供选择。
2002年，大学的商业音乐课程创建了胡特/威斯顿唱片品牌，让学生们可以从事所有音乐产业的创意和商业工作。这一课程所创作的音乐发行首周就登上了《告示牌》的热门节奏布鲁斯和嘻哈音乐排行榜的前十名。大学商学院内还有一套两层的模拟交易大厅，其中配备有25台双显示器计算机，可以同时向50人提供手把手的金融教学服务，还有一个第二实验室提供全套的音频和视频连接，另有25台额外的工作站。大学允许地方金融企业使用模拟交易大厅进行培训。

### 研究
卡内基教学促进基金会将佛罗里达大西洋大学分类为一所拥有较高研究活动性的研究型大学。学校与包括斯克里普斯研究所、托里松分子研究所和马克斯·普朗克学会在内的各大科研机构建立了显著的合作伙伴关系。该大学也是两个英才中心的所在地：生物与海洋生物英才中心和海洋能量技术中心。这两个中心已经获得佛罗里达州新兴科技委员会的肯定，并获得其资助来继续并加强运作。为此佛罗里达大西洋击败了州内几所最优秀的学府，包括佛罗里达大学和佛罗里达州立大学。

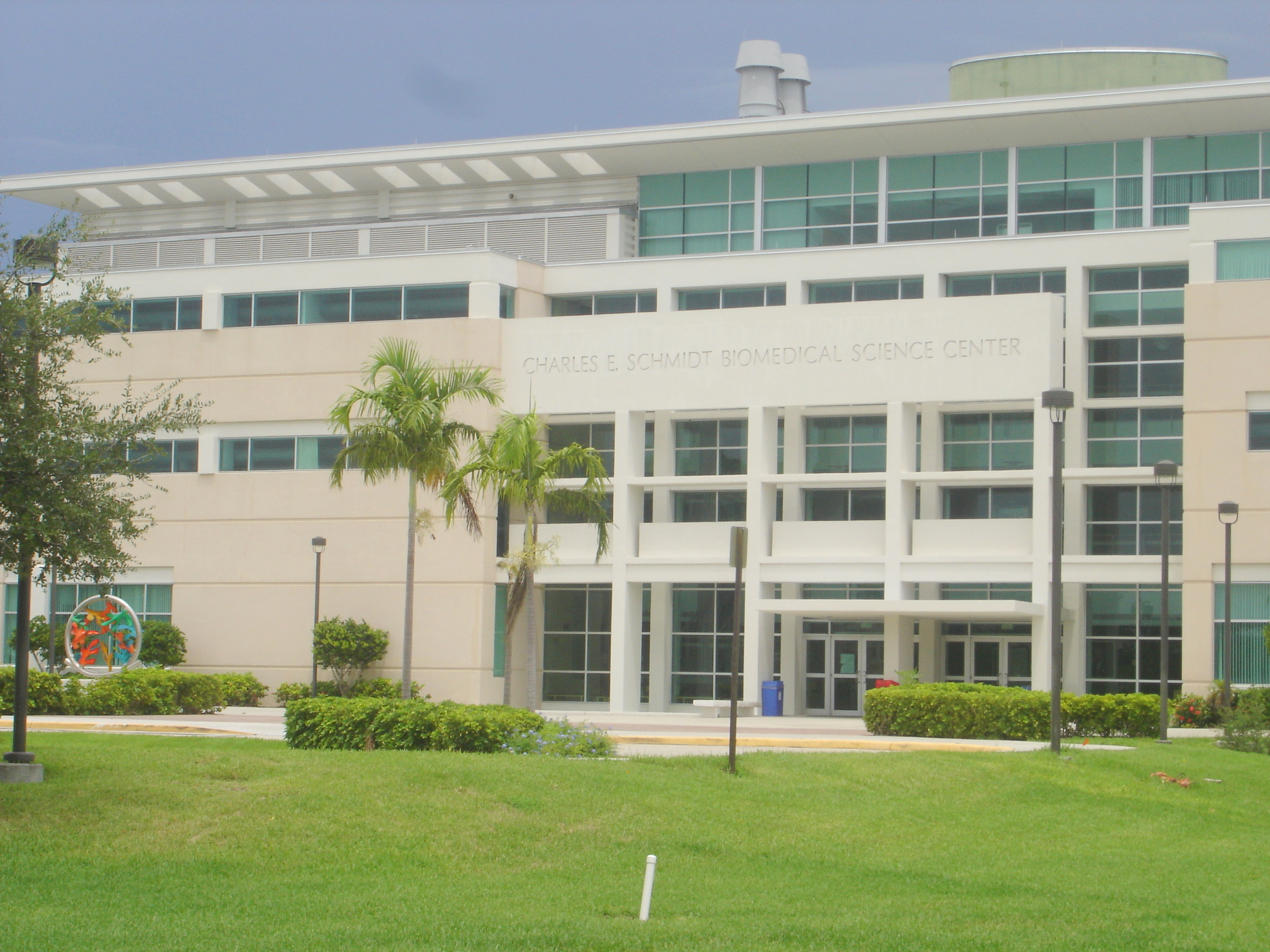
位于博卡拉顿校区的查尔斯·E·施密特医学院

从州政府拨款中获得启动资金后，佛罗里达大西洋大学也试图从包括联邦和个人研究补助在内的其他来源获得更多的赞助资金。由此，两个英才中心都结合海洋工程、海洋生物技术、功能基因组学、蛋白质组学和生物信息学等各个方面的专业知识在学术和工业上紧密合作。中心的研究人员、科学家和学生致力设计海洋探索技术，收获可再生能源，发掘新的药物，开发新的治疗方法来打击生物恐怖主义。2007年，大学与洛克希德·马丁发布了一个专属授权协议来开发和生产快速部署和自主性质的系泊浮标系统，用于军事和科研用途。
年，美国能源部将佛罗里达大西洋大学指定为三个国家海洋能源研究与开发中心之一，名为东南国家海洋可再生能源中心，另外两个分别是太平洋西北地区（华盛顿大学和俄勒冈州立大学）和夏威夷（夏威夷大学）的中心。东南国家海洋可再生能源中心进行研究和开发的是能够从洋流和海洋热能产生可再生能源的技术。
大学的工程与计算机科学学院内有一个成像技术中心和一个国家航空航天管理局成像技术太空中心，两个中心专门致力于研究和发展数字成像技术在医疗技术、监视、通信、教育、检测、科学观测、制造业，视觉识别和鉴定，电影和数字视频等多个领域的政府和商业应用。佛罗里达大西洋成像技术中心正在开发一个数字成像和处理方面的课程，大学将由此成为全国唯一一所提供这一集中技术课程的学府。国家航空航天管理局成像技术中心是全国12个国家航空航天管理局研究合作中心之一，其开发工作有着国家航空航天管理局和美国其它相关行业的参与。该中心拥有两组实验室和行政办公室，一个位于博卡拉顿的主校园内，另一个位于劳德代尔堡校园内。
佛罗里达大西洋还运营着两处研究和开发园区，一个位于博卡拉顿，另一个在迪尔菲尔德海滩。这些园区对外界公司提供研究设施，让这些公司可以与大学社区进行互动，并使用其设施、资源和专业知识。博卡拉顿校园研究和开发园区内拥有一个科技企业孵化器，致力于促进与大学相关技术型企业的起步和成长。

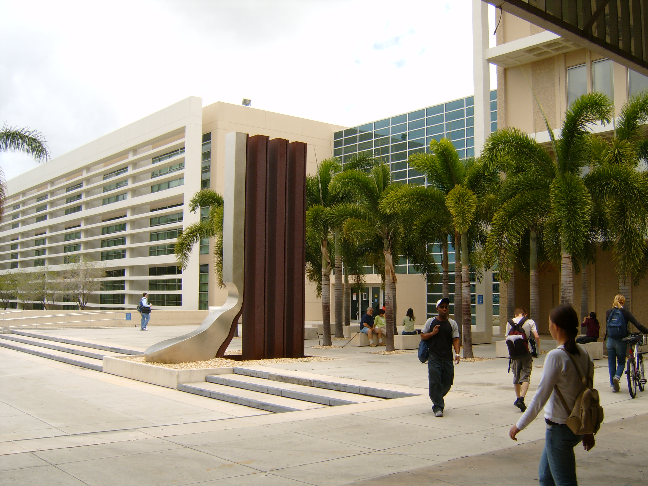
位于博卡拉顿校园的S·E·温伯利图书馆

### 排名
年，佛罗里达大西洋大学在《美国新闻与世界报道》评选的“最好大学”中属于第二梯队大学。《美国新闻与世界报道》将大学列为两个梯队，第一梯队属于最高级别，评选标准主要考虑与其他院校相比的同行评审成绩、学生选择性和保有率、教师资源、财政资源、毕业率、校友捐赠金额等。普林斯顿评论曾将佛罗里达大西洋大学加入全美所“最好的东南部大学”行列，并将学校的商学院列入年“最好的296所商学院”名单。2011年，《华盛顿月刊》将佛罗里达大西洋大学排在全国第249位。该杂志主要基于以下三个方面标准来进行排名：1、这所学校是否有效地促进了社会的流动性，这一标准最理想的情况是帮助穷人致富，而不是让富人变得更富）；2、这所学校在促进科学与人文研究方面表现如何；3、这所学校在促进国家伦理道德方面表现如何。2006至2007学年，佛罗里达大西洋大学一共授予了西班牙裔学生个学士学位，为此《西班牙裔高等教育展望》杂志将学校排名全美第28位，佛罗里达州第4位。

## 校园
佛罗里达大西洋大学是一个分布式大学，坐落在遍布棕榈滩县、布劳沃德县和圣卢西亚县的7个校园中，所服务的地区一共有超过300万居民。大学主校园位于棕榈滩县的博卡拉顿市，还有一个位于该县朱庇特市的约翰·D·麦克阿瑟校园（John D. MacArthur Campus）。而在布劳沃德县则有3个校园，分别位于达尼亚滩、戴维和劳德代尔堡。大学还在圣卢西亚县的两个城市各拥有一个校园，分别是圣露西港和匹尔斯堡。2008年，除了到大学校园内参加课程的学生外，还有1612位学生通过互联网或其它手段进行远程学习和研究，占学生比例的6.06%。
佛罗里达大西洋是美国学院和大学校长气候承诺协会为促进高等教育可持续发展的签约成员。这一承诺将确保机构的所有新建筑项目符合美国绿建筑协会的领先能源与环境设计银级认证标准。

### 棕榈滩县校园

#### 博卡拉顿

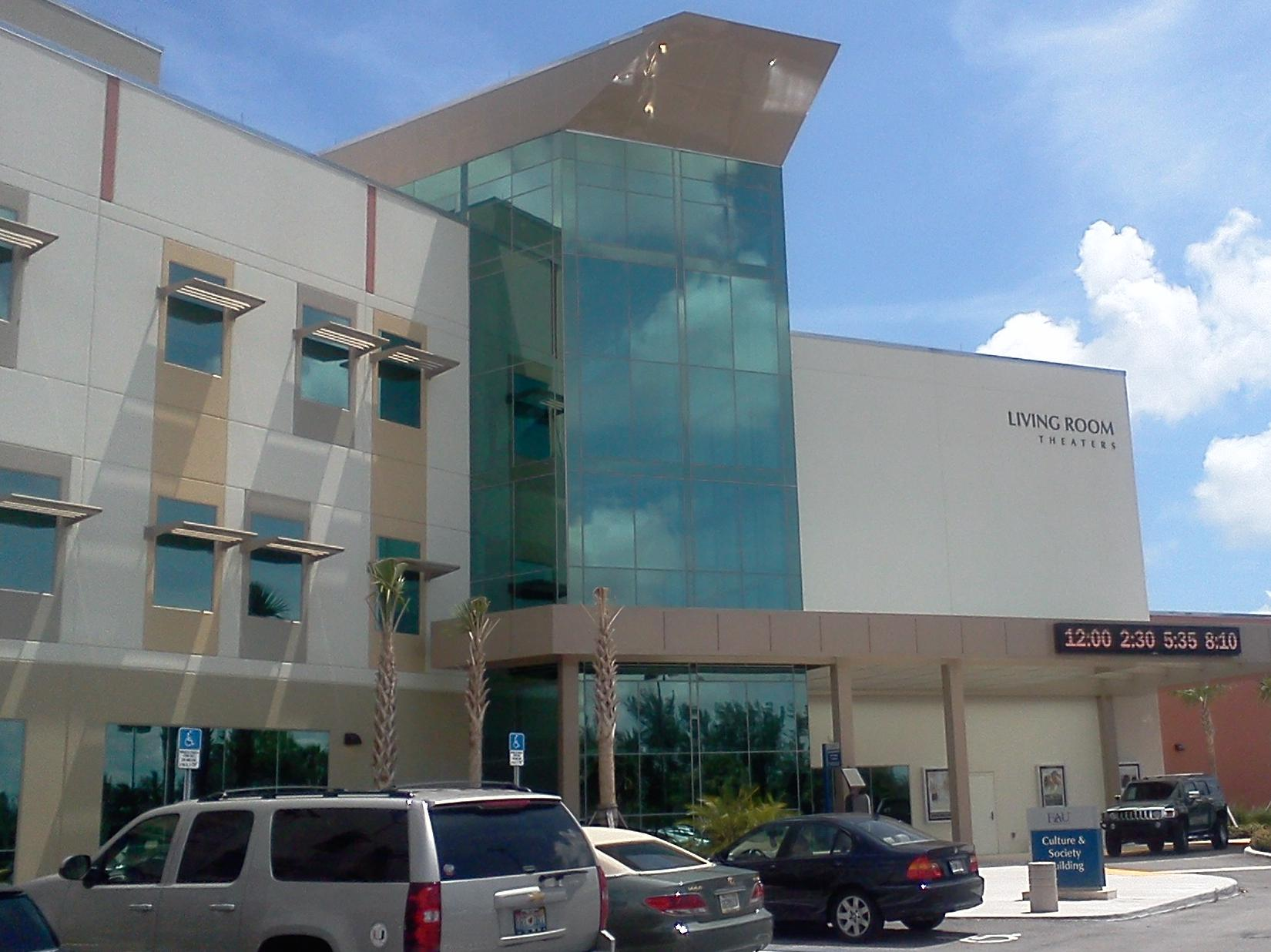
位于博卡拉顿校园内的电影院

佛罗里达大西洋大学的主校园位于博卡拉顿，是年在美国二战时使用的一处废弃空军基地上建立起来的。所处地点横跨大西洋沿岸3.5平方公里，位于棕榈滩和劳德代尔堡两座城市之间。校园于年由奥杜邦学会指定为穴鸮的庇护所，由于这个校园内很少有其猎食者，因此对这种猫头鹰很有吸引力。大学靠近博卡拉顿机场，之前还是个二战期间的空军基地，因此其植被已经被清除。“这种易怒但传统上象征着智慧和决心的鸟，成为了大学的吉祥物”。
博卡拉顿校园拥有种类繁多的大学课程和设施，包括实验室、教室、学生公寓、电影院、体育和娱乐设施，还有一个由学生经营的胡特/威斯顿唱片和一个容量达22.71立方米，用来进行水生生物研究的鲨鱼水箱。除了学术和文化项目，校园也拥有全美大学体育协会最高级别的美式足球队。主校园内有约19077名学生，占到整个大学学生总数的70%，提供多种学术课程、活动和服务。佛罗里达大西洋与客厅剧场公司（Living Room Theatres, Inc.，简称LRT）有一个独特的公私合作项目，建有全国首个，并且截止2013年5月仍然是唯一的一个校内全数字化电影院。整个校园内一共有4个由这家公司负责运作的小型电影院，每一个有50个座位和一个欧式咖啡厅，白天由大学的电影学习课程使用或进行多媒体教学，晚上则面向公众放映别国、经典或独立制片电影。
为了努力给博卡拉顿主校园营造一个更为传统的第一志愿大学氛围，佛罗里达大西洋正在开发一个名为“创新乡村”（“Innovation Village”）的项目，其中包括新的学生宿舍、健身/休闲中心、校友中心、餐厅、商店、停车场，还有一个拥有3万个座位的大学美式足球场，该足球场将成为佛罗里达大西洋猫头鹰美式足球队的主场。截止年夏，学校已经建成了体育场、休闲和健身中心，玛琳与哈罗德·弗卡斯校友中心和第一阶段的创新乡村学生公寓，可容纳1000辆汽车的新地下停车场也计划于2012年7月动工并在2013年4月投入使用。
体育场的建设最初引发了大学和博卡拉顿市政府间的争议。2002年，大学与市政府曾签署一份协议，要求在校园内建设一个体育场前就应该有一个佛罗里达州95号州际公路的附加立交桥动工。然而，这座将为佛罗里达大西洋北部区域提供服务的立交桥计划要到2014年才会开始建设。
博卡拉顿校园里还有多个其它机构，包括亚历山大·D·亨德森大学学校（初级中学），佛罗里达大西洋大学高中，两所佛罗里达大西洋研究园之一和终身学习协会。

#### 朱庇特：约翰·D·麦克阿瑟校园
除了位于棕榈滩县南部的博卡拉顿校园，佛罗里达大西洋大学还在该县北部的朱庇特拥有一个约翰·D·麦克阿瑟校园。这个校园以商人、慈善家约翰·D·麦克阿瑟（John D. MacArthur）命名。校园建立于年，主要为棕榈滩县中部和北部以及马丁县南部居民提供服务。校园占地0.18平方公里，有8个教室，一个图书馆，一个有500个座位的礼堂，两座宿舍，一个食堂，一个博物馆大楼，另外还有办公楼等。校园也是哈里特·L·威尔克斯荣誉学院，佛罗里达斯州克里普斯研究所和马克斯·普朗克佛罗里达学会所在地，一共有约1262名学生，占整个大学的4%。

### 布劳沃德县校园

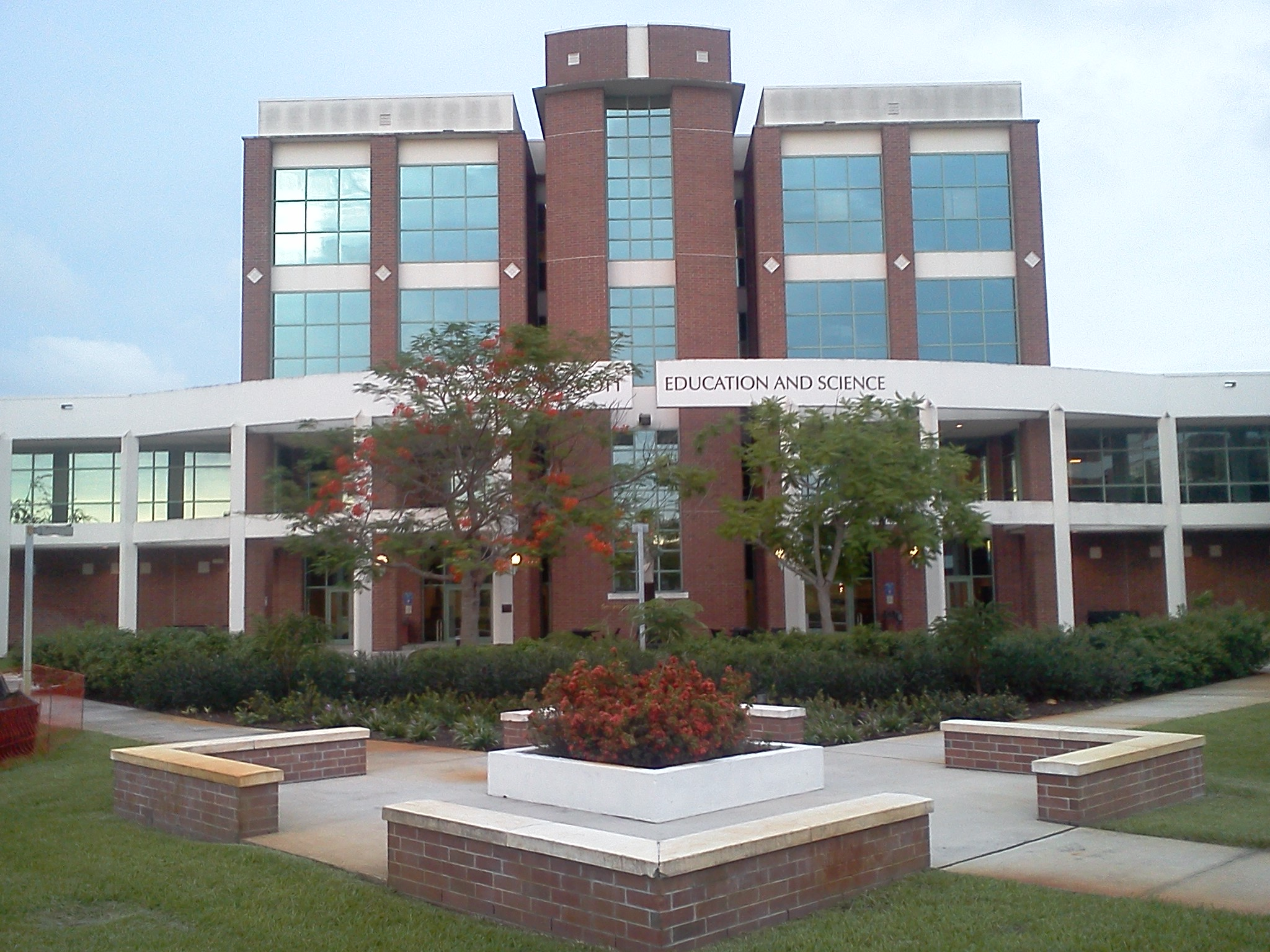
位于戴维校园的参议员詹姆斯·A·斯科特教育和科学大楼

#### 达尼亚滩：“海洋科技”
位于达尼亚滩的校园又称“海洋科技”（英語：SeaTech），是一个由州政治资助，始建于1997年的II型研究中心。该研究中心是佛罗里达大西洋大学海洋工程系的一部分，这个系于1965年成立，是全美第一个海洋工程本科课程。校园座落在大西洋和内陆水道之间，占地0.03平方公里。校园的教师和学员参与获得赞助的海洋工程研究和开发，涉及领域包括声学、海用车辆、流体动力学、物理海洋学、船用材料和纳米技术。校园内有约70名学生，占大学学生总数不到1%。

#### 戴维
戴维校园建立于1990年，位于布劳沃德县西部，占地0.15平方公里。校园内有3488名学子，约占大学学生总数的13%，在所有校园中仅次于博卡拉顿主校园名列第二位。校园内设有一个多层的学生活动中心，并配有办公室供学生会和学生社团使用，还有一个多用途区域和学生休息室，一家书店和自助餐厅。学生活动中心还包括一个学生保健中心，提供医疗服务和健康咨询。戴维校园也是“聚焦恢复佛罗里达大沼泽地的环境研究计划”项目所在地。校园内提供的课程包括设计与社会调查、艺术与文学、商学、护理学和科学。戴维校园座落在布劳沃德学院的中心校园内，学生可以先进入布劳沃德学院读大一，之后可以通过选择超过14门学科从佛罗里达大西洋获得本科学历。戴维校园内有超过29264平方米精心设计的教室，还配有实验室和供教师及学生使用的办公室，并且还有一个面积约为10405平方米，由大学和布劳沃德学院共同使用的图书馆。
校园内的其它设施有：一个共享的儿童看护中心，一个学生保健中心和一个多用途学生活动中心。学生事务处还会提供丰富多样的学生活动计划。学生可以获得他们需要的多种服务，包括事业咨询、健康、辅导、卫生服务、检测与评估，学生会和财政资助等。就像一个大型大学中的小型学院一样，戴维校园被视为是佛罗里达州乃至全美的一个分校“模型”。

#### 劳德代尔堡
佛罗里达大西洋大学在劳德代尔堡市中心拥有两幢大楼，分别是艾斯丘大厦（The Askew Tower，简称AT）和高等教育综合大楼，两者均是位于拉斯·欧拉斯大道的劳德代尔堡校园的一部分。校园开办有通讯、平面设计、建筑，城市与区域规划课程，学生总数约为900人，大概是整个大学学生人数的3.2%。

### 圣卢西亚县校园

#### 圣露西港：珍宝海岸校园
佛罗里达大西洋座落在圣露西港的校园名为珍宝海岸（Treasure Coast），该校园与当地的印第安河州立学院结成了合作伙伴关系。自20世纪70年代起，大学就在这里与该学院合作，让学生可以从副学士进修到本科或研究生学位。
1994年，佛罗里达大西洋大学从圣露西港购买了0.2平方公里的土地，在与印第安河州立学院一起建设新的联合设施前先在已有设施基础上运作了8年。新的设施面积约为平方米，由两个院校共同使用。珍宝海岸校园有约738名学生，占整个大学的3%。

#### 匹尔斯堡：海港分支海洋学研究所
除了珍宝海岸校园外，佛罗里达大西洋大学在匹尔斯堡的海港分支海洋学研究所还开设了一个校园，该所于2007年与大学合并，成为佛罗里达大西洋大学海港分支海洋学研究所。佛罗里达州议会拨款4400万美元给大学收购了这家机构及其2.4平方公里的校园。

## 体育

佛罗里达大西洋大学校队的标志

佛罗里达大西洋大学拥有19支大学体育代表队，其中佛罗里达大西洋猫头鹰队已经成为全美大学体育协会最高级别的美式足球队伍。大学的体育课程开设于1979年，学校首度赞助校际球队。自那以后，大学通过聘请霍华德·施纳伦伯格、马特·多赫蒂、雷克斯·沃尔特斯和迈克·贾维斯等教练来提高校队的体育竞技水平。2006年，美国大学生竞技董事协会将佛罗里达大西洋大学的体育部门排在全国第79位。这一排名让佛罗里达大西洋步入全美大学体育协会最高级别的326所学府中最好24%的行列，大学的校色分别是FAU蓝、FAU红和FAU银。
2008年，佛罗里达大西洋猫头鹰队在常规赛取得了6胜6负的成绩而获邀参加2008年汽车城杯，猫头鹰队以24比21战胜中密歇根大学，将决赛纪录刷新为两胜无负。之前的一个赛季中，球队在常规赛决赛中击败特洛伊大学而获得参加新奥尔良杯的入场券。这时大学的美式足球项目组建还只有7个年头，也是参加最高级别比赛的第3个年头。在这场比赛中获胜后，佛罗里达大西洋不但创造了全美大学体育协会大学体育项目组建后以最快速度打入最终决赛的新纪录，还创造了最快获得全国冠军的新纪录，大学的声誉也由此得到了激增。
过去的赛季中猫头鹰队的表现为其获得了多项荣誉。2006-2007赛季，其男子篮球队成为全国大学篮球队中的“最佳进攻队伍之一”，其“恐怖的进攻”为之赢得了“最佳投篮球队”的声誉。2010年男子篮球队首次以61比59险胜密西西比州立大学，并以50比42击败南佛罗里达大学，获得了21胜9负的好成绩。
学校的棒球队也获得了全美大学体育协会的认同，在5个团队类别中都评上了前10名。球队的均场本垒打率（1.66）和长打率（.563）均在全国排名第3。2010年，猫头鹰棒球队打出了21胜9负的好成绩，并在决赛中以37比24战胜佛罗里达国际大学赢得常规赛季冠军。

### 传统
佛罗里达大西洋大学拥有多个体育相关的传统和校风组织。每年秋季的首场美式足球赛前，大学的学生自治协会都会赞助举办一场“美式足球年度开球篝火”活动，活动中会把对方球队吉祥物的肖像烧毁。佛罗里达大西洋大学与对手佛罗里达国际大学还将在一年一度的舒拉杯上进行较量。这场校际美式足球赛以迈阿密海豚教练唐·舒拉命名，因为最初创立这个比赛时，两个大学的主教练均曾在其手下工作过。虽然这以后两个大学的主教练都更换了人选，但比赛仍然继续进行，名称也得以保留。如果佛罗里达大西洋为主场，比赛将在大学自己的体育场举行；如果需客场参赛，比赛则会到迈阿密的佛罗里达国际大学体育场举行。
佛罗里达大西洋的篮球队将会迎来一场“午夜疯狂”动员大会，大会上将介绍球队的球迷和教练，并举办一些与篮球有关的竞赛，如3分球比赛和扣篮比赛等。在一年一度与佛罗里达国际大学校队进行常规对抗赛期间，会有一个“用红色掩埋地洞”的活动号召佛罗里达大西洋的学生们穿上最红的衣服“填”满“地洞”，这是大学的一个多用途竞技场的绰号。
“prOWLers”是佛罗里达大西洋校队的官方精神支持团体（OWL指猫头鹰），这一团体起始于2002年2月，为参加决赛的校男子篮球队提供支持，由学生校友会进行资助，之后已经在大部分体育赛事中为佛罗里达大西洋的校队加油和欢呼。之后一个名叫猫头鹰游侠的球迷团体也加入到了“prOWLers”中，该团体成员会在自己身上涂上佛罗里达大西洋大学的校色。此外还有一个名叫“hOWLetts”的学生俱乐部将在比赛日出席并协助招募运动员。
从2002年起，佛罗里达大西洋的学子已经开始在足球赛出现点球或篮球赛出现罚球时使用“猫头鹰手势”（Owl Fingers，动作与“OK”手势相同）来表现学校的自豪感，并祝愿自己的球队好运。佛罗里达大西洋大学体育部门也选择把这个手势作为2012年的市场宣传手段之一，鼓励学生“自豪地举起手比出学校吉祥物猫头鹰的眼睛来敬礼”。

## 校园生活

### 日常起居
佛罗里达大西洋大学的博卡拉顿主校园和约翰·D·麦克阿瑟校园提供有住宿服务，“所有全日制新生都必须在大学宿舍住宿”，不过“以下几类学生可以例外：第一天上课时已满21岁的，与父母或法定监护人居住在博卡拉顿校园周围80公里以内的，以及已经结婚了的”以2011年为例，博卡拉顿校园内一共住了3555位学子。麦克阿瑟校园内的威尔克斯荣誉学院要求所有学生居住在校园内的两套学生宿舍中，不过年满26岁，或是已经结婚，或是有孩子需要照顾的可以例外。按年的数据，共有231位学生住在这里。

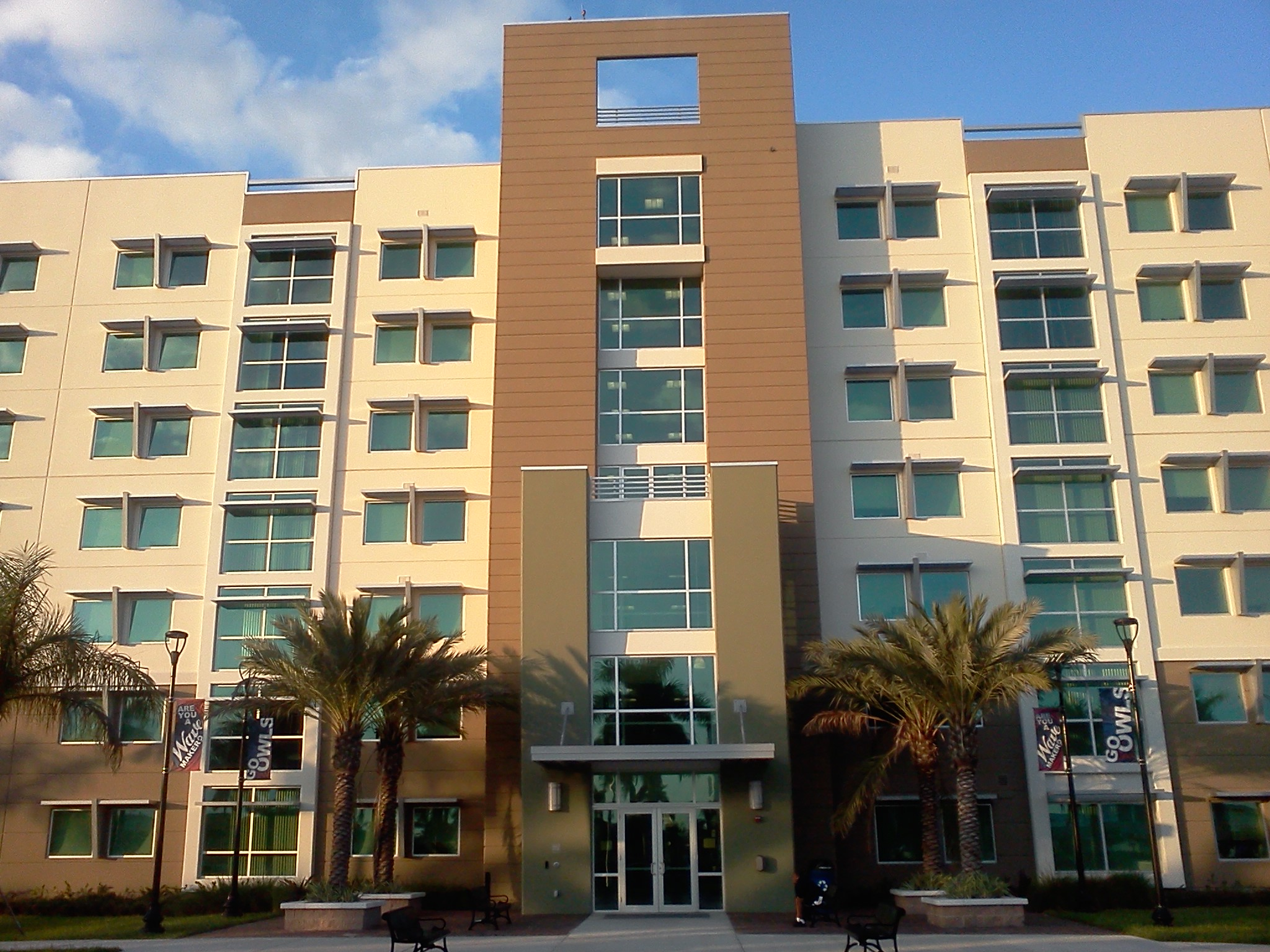
博卡拉顿校园内的“创新乡村”公寓

博卡拉顿主校园的住宿设施有：阿冈昆馆（Algonquin Hall，年启用）、遗址公园塔楼（Heritage Park Towers，年启用）、印第安河塔楼（Indian River Towers，年启用）和格拉德斯公园塔楼（年启用），其中格拉德斯公园塔楼是一个与遗址公园塔楼几乎相同的新生宿舍，一共有96个房间，602张床。大学还向高年级本科生和研究生提供乡村学生公寓住宿，并为具有较强学术背景的女性提供商业和专业女性奖学金楼。
作为创新乡村项目第一阶段工程的一部分，佛罗里达大西洋已经完成了一幢拥有1200张床的公寓式住宅，于2011年秋开始提供给高年级学生、研究生和医学院学生住宿。大学还计划之后几年里在博卡拉顿校园内增加另外1800个学生床位。
在现有住宿生活方案基础上，佛罗里达大西洋向新生和拥有类似兴趣的学生提供了多个学习社团。参与者可以结识志趣相投的人，住在同一楼层，还可以与社团内的其它成员一起参加课程，同时接受与这些兴趣有关的额外指导。大学的学习社团项目分为两个类别，分别是新生学习社团和生活学习社团。前者又分为16个不同学科，包括商学、护理和教育。后者主要面向居住在遗址公园塔楼的学生，分为6个不同学科，包括工程与计算机科学和女性领导等。
大学的住房和居住生活部门以及大学的兄弟会和联谊会主办有一个名为“欢迎周”的活动，活动时长为11天，会在大学的所有校园中进行，欢迎的对象是新生和其他在秋季学期回到佛罗里达大西洋的学子，以帮助学生适应新的环境与大学生活并建立一个良好的校园社区。这一期间每天都会计划多个不同的活动，如宿舍之间的体育比赛、夏威夷式宴会等。“欢迎周”也是佛罗里达大西洋举办的第二大全校园范围活动。

### 校园组织和活动

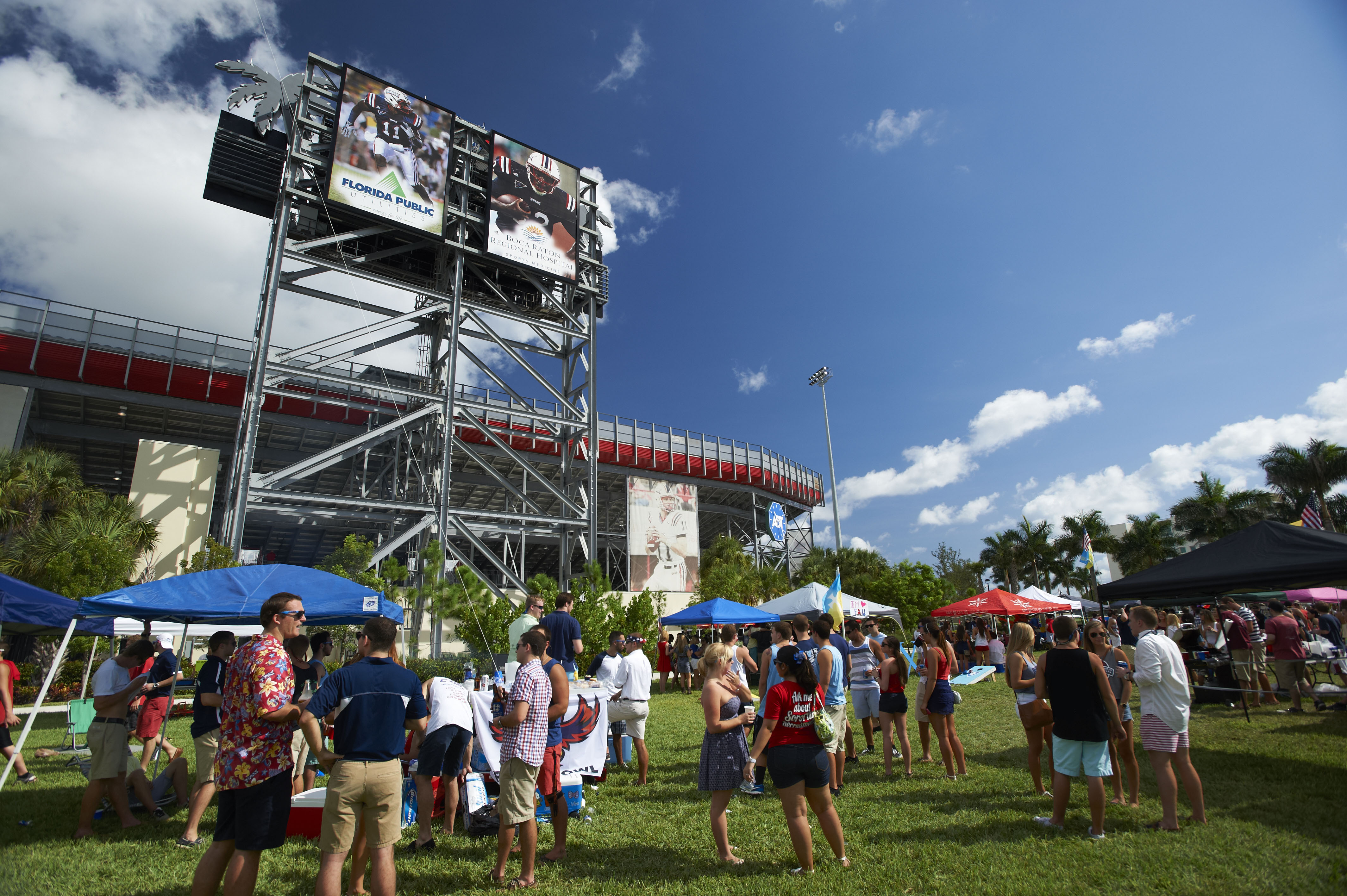
校园内一处名叫“老鼠的嘴”的学生活动区

2010至2011学年，佛罗里达大西洋一共有约300个注册过的学生组织。其中包括学术组织、荣誉社团、精神/宗教组织、多元化提升组织、服务组织，个人兴趣组织、体育俱乐部和学生会机构等。这些组织和俱乐部涉及范围从航行到终极飞盘，从校队、俱乐部体育活动和一个爵士乐小组到陶器同业公会，从政治组织到国际象棋和电子游戏俱乐部。组织由学生学费进行资助，每学分收费10美元作为活动和服务费基金。这会产生约900万美元的收入，然后交由学生会分配给各组织和俱乐部。学生会还会资助其它的学生生活计划，包括人才招聘会、大学出版社、猫头鹰电视台和广播电台、校友返校会等。
佛罗里达大西洋的校友返校会也称“猫头鹰舞会”，是一个主要于秋季学期在博卡拉顿校园举行的年度庆祝活动，不过其他多个校园也会主办各自的活动。过去，校友返校会有过开球聚会、盛装舞会、篝火晚会、喜剧节目、校友活动和晚宴，高尔夫球车巡游等节目。学生们还有一个专门的名叫“老鼠的嘴”的活动区域，这个名字来自于西班牙语对博卡拉顿（Boca Raton）一词发音的意译。
2010年春，佛罗里达大西洋耗费1860万美元建成的一所休闲和健身中心投入使用，这里设有户外休闲设施和游泳池，有氧设备和免费举重房，两个多功能室，3个室内网球场和健身俱乐部风格的更衣室。其它的休闲运动设施包括一个造价420万美元，配有人造草皮（2007年1月启用）的田径场，一个绳索挑战项目，还有一个占地26304.2平方米的亨德森运动场，主要用于校内运动和俱乐部运动项目。

### 兄弟会和姐妹会
佛罗里达大西洋拥有28个全国性的兄弟会与姐妹会，在校内共涵盖了约名成员，约占本科生总数的5%。这些组织提供学术上的激励，对各种生活上的问题开展教育论坛，向社会给予慈善捐助和服务，通过参与校园生活来对校园作出贡献，促使拥有相似价格观的人产生友情。佛罗里达兄弟会和姐妹会的高潮是在春季学期举行的一场年度活动，其中将展示一些大学兄弟会、姐妹会之间的主题比赛活动。这些组织也计划将入主大学的创新乡村。

## 校友
自成立以来，佛罗里达大西洋大学已经向来自世界各国的近10.5万名校友授予了超过11万个学位。联邦紧急事务管理署署长R·大卫·波利森、曾担任本校校长和佛罗里达州副州长的弗兰克·布罗刚均是佛罗里达大西洋大学的校友。有“鹅爸爸”之称的儿童文学作家、诗人查尔斯·吉格纳也曾是这里的学子，波多黎各女作家朱蒂斯·奥蒂兹·科弗也曾于1977年进入本校就读。仪表盘自白乐队主唱克里斯·卡拉巴，PGP的主要开发者菲尔·齐默曼，色情片女演员，前加利福尼亚州州长候选人玛丽·凯莉，喜剧演员卡罗特·托普，滑稽演员、幽默作家丹尼尔·迪基，国家航空航天管理局宇航员史蒂文·斯旺森等均是佛罗里达大西洋大学校友。2007年6月，斯旺森登上了阿特兰蒂斯号航天飞机执行STS-117，又于年3月登上发现号航天飞机执行STS-119。